# McGill (métro de Montréal)
Pour les articles homonymes, voir McGill.
McGill est une station de la ligne verte du Métro de Montréal. Elle est située sous le boulevard De Maisonneuve au croisement avec le boulevard Robert Bourassa; dans l'arrondissement Ville-Marie à Montréal, province de Québec au Canada.
Fin 2025, elle deviendra une station de correspondance avec le Réseau express métropolitain (REM).

## Situation sur le réseau

Plan du métro (2021).

Établie en souterrain, McGill est une station de passage de la ligne verte du métro de Montréal. Elle est située entre la station Peel, en direction du terminus sud Angrignon, et la station Place-des-Arts, en direction du terminus nord Honoré-Beaugrand.
Elle dispose des deux voies de la ligne, encadrées par deux quais latéraux.

## Histoire
La station est nommée en référence à l'avenue McGill College qui permet de rejoindre l'Université McGill, fondée en 1821 avec de l'argent et sur un terrain légués par l'homme d'affaires canadien d'origine écossaise James McGill.
Aujourd'hui, elle est la deuxième station la plus fréquentée du réseau. En 2015, par exemple, 11 139 018 passagers ont commencé un trajet à cette station.
Entre mars 2020 et avril 2023, la station McGill fait l'objet de travaux majeurs pour remplacer le système d'étanchéité recouvrant le toit souterrain de la station, installer deux ascenseurs, construire un nouvel édicule et rénover trois des six édicules existants. Plusieurs cloisons ont été érigées dans le secteur ouest de la station, et un édicule et l'un des deux accès vers le Centre Eaton ont été fermés. À la suite de la complétion de ces travaux, la station est désormais accessible en fauteuil roulant.

## Services aux voyageurs

### Accès et accueil
La station McGill compte sept accès :
- Accès A - Union Nord : 2021, av. Union
- Accès B - Robert-Bourassa : 2055, boulevard Robert-Bourassa
- Accès C - Union Sud : 1445, ave Union, angle boul. de Maisonneuve
- Accès D - De Maisonneuve Est : 640, boul. de Maisonneuve Ouest
- Accès E - De Maisonneuve Ouest : 690, boul. de Maisonneuve Ouest
- Accès F - McGill College : 811, boul. de Maisonneuve Ouest
- Accès G - 705 de Maisonneuve Ouest. Il contient un ascenseur qui permet aux personnes à mobilités réduites de rejoindre la mezzanine.

Cette station est associée au RÉSO, la ville souterraine de Montréal, qui relie 6 autres stations de métro. 2 sur la ligne verte et 4 sur la ligne orange.
Au niveau mezzanine, la station est divisée par deux zones de perception. Un guichet, des tourniquets et des distributrices automatiques se trouvent du côté de la rue Union, qui mènent aux quais en direction est et ouest par escalier. Un guichet, des tourniquets et des distributrices automatiques se trouvent également du côté ouest. Le guichet ouest est partiellement ouvert, tous les jours entre midi et 19h.
Un futur accès pour le REM devrait ouvrir en 2025.

### Desserte
McGill est desservie par les rames qui circulent sur la ligne verte du métro de Montréal. En semaine, les trains circulent toutes les 3 à 5 minutes aux heures de pointe, et toutes les 4 à 10 minutes aux heures creuses. En fin de semaine, les trains circulent toutes les 6 à 12 minutes.
Le premier train du métro est à 5h46 en direction d'Honoré-Beaugrand, et à 5h49 en direction d'Angrignon. Le dernier train du métro est à 0h51 en direction d'Honoré-Beaugrand, et à 1h01 en direction d'Angrignon, sauf la nuit du samedi au dimanche où le dernier train circule 30 minutes plus tard que d'habitude.

### Intermodalité
Proche de la station, des arrêts d'autobus sont desservis par les lignes de jour : 24 Sherbrooke, 35 Griffintown, 125 Ontario et 168 Cité-du-Havre ; et par les lignes de nuit : 356 Lachine / YUL Aéroport / Des Sources et 358 Sainte-Catherine ; ainsi que par la ligne express : 420 Express Notre-Dame-de-Grâce et la navette 872 Île-Des-Sœurs,.
Depuis le 26 août 2024, la ligne 15 Sainte-Catherine est abolie dans le cadre de la refonte du réseau de bus de la STM. Ainsi, la station devient le terminus est de la ligne 35 Griffintown.
|     | Service de jour             | Arrêts                                                                                                   |
| 24  | Sherbrooke                  | Dir. est : Sherbrooke / Robert-Bourassa (52369) Dir. ouest : Sherbrooke / University (52368)             |
| 35  | Griffintown                 | Dir. est : Robert-Bourassa / Sainte-Catherine (52499) Dir. ouest : Union / Sainte-Catherine (52527)      |
| 125 | Ontario                     | Dir. ouest : De Maisonneuve / Robert-Bourassa (52433)                                                    |
| 168 | Cité-du-Havre               | Embarquement : Union / De Maisonneuve (52541) Débarquement : Robert-Bourassa / Président-Kennedy (52412) |
| 420 | Express Notre-Dame-de-Grâce | Dir. est et ouest : Robert-Bourassa / Sainte-Catherine (52499)                                           |
| 872 | Île-Des-Sœurs               | Embarquement : Union / De Maisonneuve (52541) Débarquement : Robert-Bourassa / Président-Kennedy (52412) |

|     | Service de nuit                      | Arrêts                                                                                       |
| 356 | Lachine / YUL Aéroport / Des Sources | Dir. est : Sherbrooke / Robert-Bourassa (52369) Dir. ouest : Sherbrooke / University (52368) |
| 358 | Sainte-Catherine                     | Dir. est : Sainte-Catherine / Robert-Bourassa (52498)                                        |

## L'art dans la station
Des vitraux créés par Nicolas Sollogoub, Designer 3D, commémorent des étapes de l'histoire de Montréal, en hauteur, sur le quai sud. D'est en ouest :

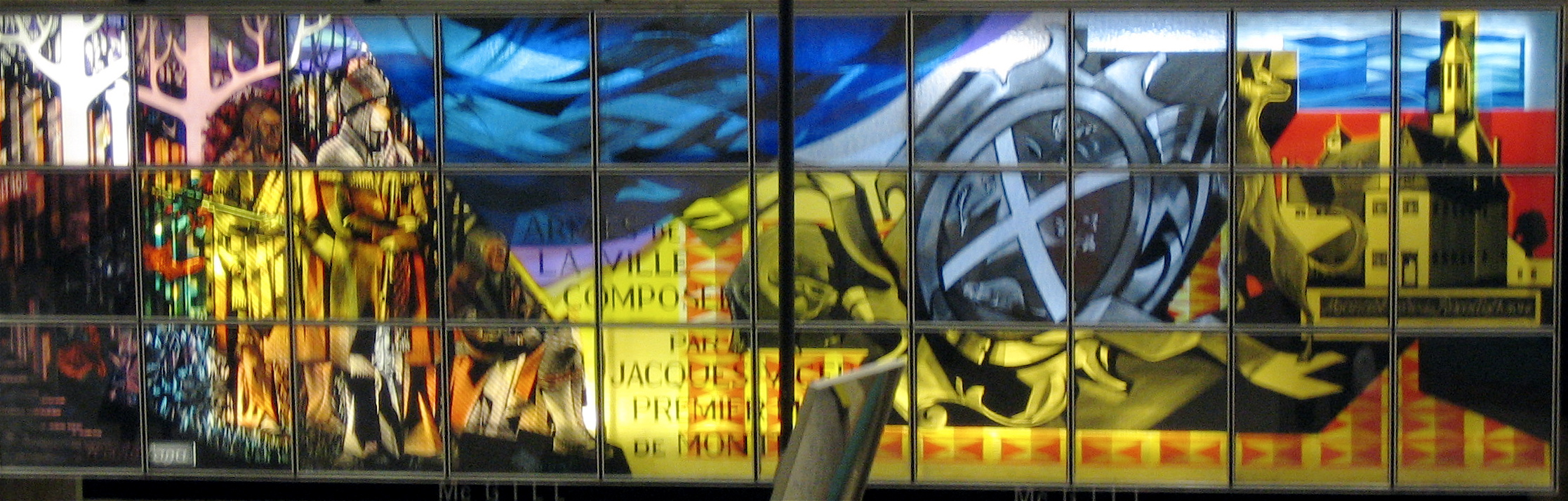
Fondation
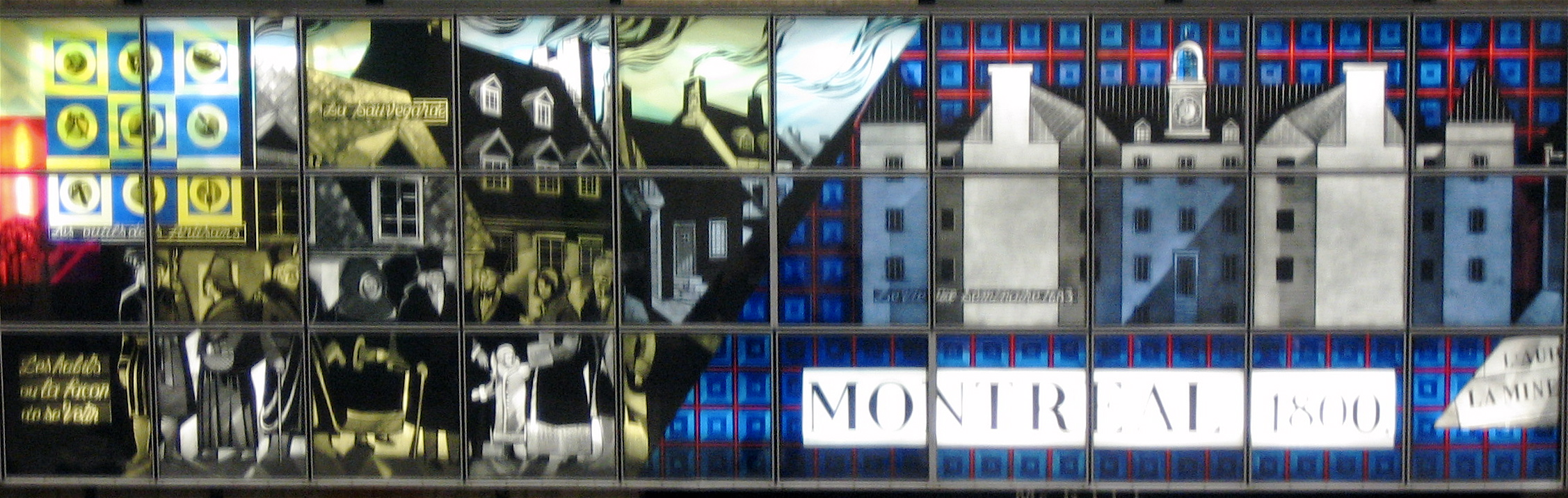
Colonie française
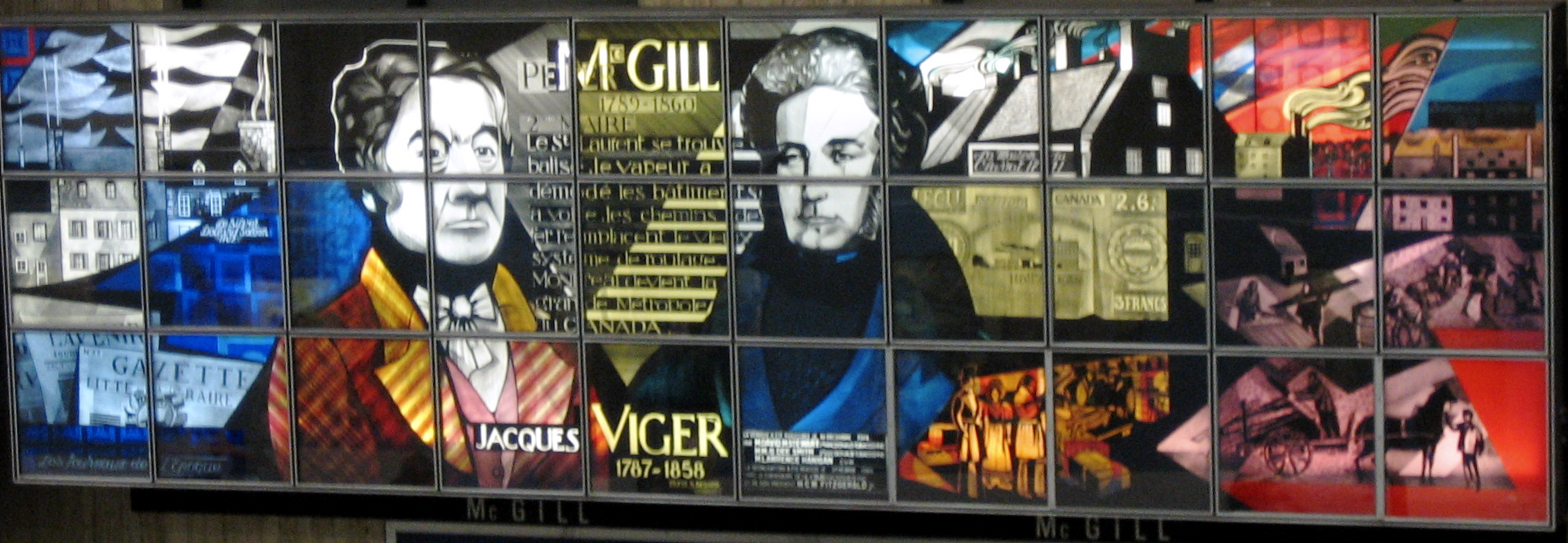
Jacques Viger et Peter McGill
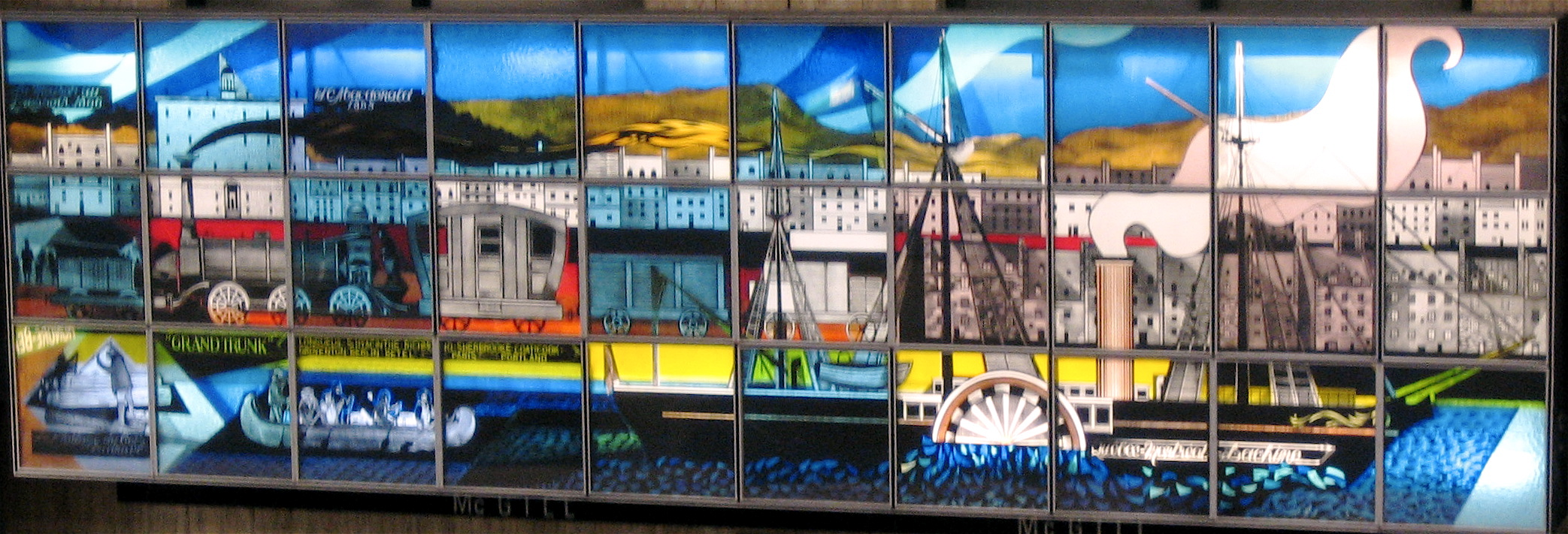
Ville industrielle
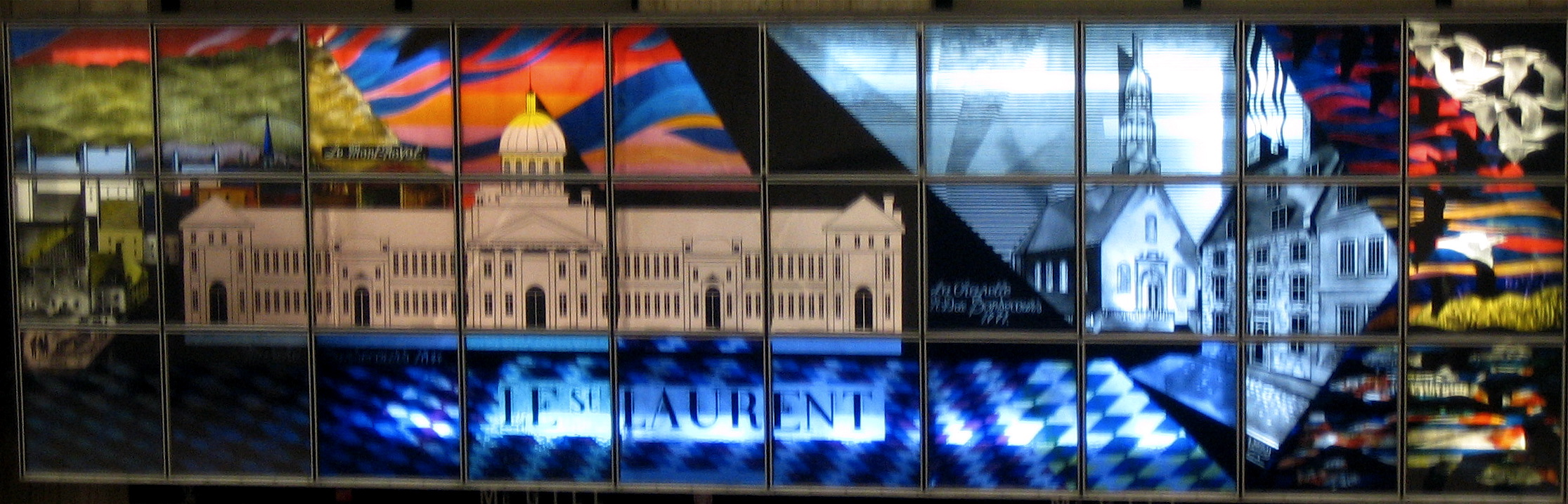
Vieux-Montréal

Des œuvres de terre cuite de Maurice Savoie ornent l'accès est par ville souterraine au Centre Eaton de Montréal. Une installation murale sculpturale par le collectif Les Industries perdues, intitulée C'est sur le sol qu'on prend appui pour s'envoler, est située à proximité, et présente un diorama de l'île de Montréal avec ses édifices. La mezzanine est accueille une œuvre illuminée de Murray MacDonald intitulée Passūs. Finalement, un triptyque de Mathieu Lévesque, au titre de Vestiges, a accompagné l'installation des ascenseurs en 2023 et occupe l'accès au 811, boulevard De Maisonneuve Ouest, ainsi que le niveau de la mezzanine.

## À proximité
- Accès au Montréal souterrain
- BNP Paribas (siège social)
- Centre Eaton
- Musée Grévin Montréal
- Épargne placements Québec
- Promenades de la Cathédrale
- Tour KPMG ou Maison des Coopérants
- Place Montréal Trust
- Place London Life
- Le Centre 2020 University
- La Baie
- La maison Simons
- 1501 McGill College
- Université McGill
  - Stade Percival-Molson
  - Salle Pollack
  - Salle Redpath
  - Musée Redpath
- Musée McCord
- Cathédrale Christ Church de Montréal
- Saint James United Church
- Square Phillips

## Projets
Le 25 novembre 2016, la Caisse de dépôt et placement du Québec fait l'annonce de l'intégration de trois nouvelles stations au Réseau Express Métropolitain (REM), dont McGill.
La station de métro léger sera située à l'endroit où se trouve le tunnel du Mont-Royal, qui est la voie principale de la ligne de train de banlieue Deux-Montagnes. Le tunnel fera l'objet d'une reconversion pour accueillir le REM. De plus, la future station possédera des accès à la ville souterraine dont le Centre Eaton et Place Montréal Trust. Les travaux ont commencé en automne 2018. L'échéanchier des travaux a été reporté à plusieurs reprises, et CDPQ Infra a annoncé en juin 2022 que cette station devrait ouvrir ses portes fin 2024.